# Эпидемия лихорадки денге на Кубе
Эпидемия лихорадки денге на Кубе вспыхнула в 1981 году, охватив болезнью 300 тысяч человек и унеся жизни более 150 человек. Правительство Кубы обвиняло спецслужбы США во внедрении нового штамма лихорадки, в свою очередь, американские власти отрицали эти обвинения.
С мая по октябрь 1981 года на Кубе было зарегистрировано более 300 тысяч заболевших, 158 человек погибло, в том числе около 100 детей в возрасте до 15 лет. В сентябре количество вновь заболевших снизилось с 11 тысяч человек в день до менее одной тысячи в день.
Экономический ущерб от эпидемии оценивался более чем в 100 млн долл.
Эпидемия также затрагивала Кубу в 1977 и 1997 годах.